# Unió Sindical de Treballadors i Explotats Canacs
La Unió Sindical de Treballadors i Explotats Canacs (francès: Union syndicale des travailleurs kanaks et des exploités, USTKE) és un sindicat de Nova Caledònia, fundat el 5 de desembre de 1981 per l'empresari canac Louis Kotra Uregei amb l'objectiu de moure a l'acció revolucionària, sovint violenta, les forces laborals melanèsies principalment. Fou un dels membres originaris del partit independentista canac FLNKS el 1984. Dona suport a la independència de Nova Caledònia i el seu lema és « Usines Tribus même combat » (Fàbriques, Tribus, el mateix combat).
El març de 1986 esdevingué un sindicat pròxim a la CGT francesa. Després dels Acords de Matignon de 1988, que l'USTKE va signar, fou exclòs dels òrgans de govern del FLNKS per tal de separar l'acció sindical de l'acció política, i abandonà el Front el 1989, tot i que continuà donant-li suport de manera regular.
Des de principis del 2000 l'USTKE va acostar-se als plantejaments altermundistes com els de la Confédération Paysanne i José Bové. A poc a poc s'allunyà de la política del FLNKS i després de presentar candidats alternatius a les eleccions legislatives franceses de 2007 va decidir fundar el seu propi partit, el Partit del Treball el novembre de 2007.
Aquest sindicat és particularment controvertit a l'opinió pública caledoniana per les seves accions "dures", sovint al límit de la legalitat, cosa que li ha valgut nombrosos problemes amb la llei. Els que se li oposen també l'acusen de no representar realment els interessos dels treballadors, sinó de "prendre pel coll" les empreses caledonianes. Es troba força a l'esquerra i rep el fort suport de José Bové, que viatja regularment a Nova Caledònia per fer-li costat. Després de les eleccions sindicals de 2007 i 2008 restà com a la segona força sindical del territori després de l'USOENC.
L'agost de 2009 va protagonitzar forts enfrontaments a Nova Caledònia, arran de convocatòries per la mobilització duta a terme per l'USTKE per a protestar contra l'empresonament del seu líder, Gerard Jodar.